# Peritonealkarzinose
Als Peritonealkarzinose oder Karzinose des Bauchfells (auch Carcinosis peritonei oder Peritonitis carcinomatosa) wird ein flächiger Befall des Bauchfells (Peritoneums) mit bösartigen Tumorzellen bezeichnet.

## Primärtumor
In der Regel handelt sich dabei um Metastasen anderer im Bauchraum gelegener Tumoren. Bei 10 bis 20 % aller Patienten mit einem malignen Tumor des Magens, des Darms und der Eierstöcke haben die Krebszellen bereits bei der Erstdiagnose in den Bauchraum und das die Bauchhöhle auskleidende Bauchfell gestreut.

## Symptome
Das anwachsende Tumorvolumen kann im Spätstadium die Funktion anderer Bauchorgane beeinträchtigen. So kommt es häufig zum Darmverschluss durch Einengung des Darms von außen oder zum Nierenstau durch Behinderung des Urinabflusses. Zudem können die Metastasen eine lokale Ausschüttung von Entzündungsfaktoren provozieren, welche die Durchlässigkeit der Gefäßwände im Bauchraum erhöhen, so dass sich ein maligner Aszites (Bauchwassersucht) entwickelt. Peritonealkarzinosen stellen ein spätes Stadium einer Krebserkrankung dar und sind mit einer deutlich reduzierten Lebenserwartung verbunden.

## Therapie
Peritonealkarzinosen sind nur sehr schlecht behandelbar, denn eine operative Entfernung ist oft unmöglich. Auch durch herkömmliche Chemotherapien ist eine Heilung wenig wahrscheinlich. Das liegt zum einen daran, dass die Zytostatika über das Blutgefäßsystem verabreicht werden und so hauptsächlich in gut durchblutete Organe gelangen. Das Bauchfell ist aber vergleichsweise schlecht durchblutet, so dass die Zytostatika dort nicht ausreichend hoch dosiert werden können. Zum anderen handelt es sich bei einer Peritonealkarzinose oft um Rezidive mit entsprechenden Resistenzen.
An verschiedenen Kliniken ist seit einigen Jahren eine intraoperative Chemotherapie etabliert worden. Bei diesem Verfahren wird eine Operation mit einer lokalen Chemotherapie kombiniert, wobei die zellzerstörenden Medikamente nach der operativen Entfernung des Tumors direkt in den Bauchraum gespült werden. Die Flüssigkeit wird dabei zuvor auf 41 – 42 °C erwärmt, was die Durchblutung des Bauchraumes und damit die Wirksamkeit der Zytostatika verstärken soll. Das Verfahren, genannt HIPEC (Hypertherme intraperitoneale Chemotherapie) gilt als technisch und personell aufwändig und erfordert die Zusammenarbeit verschiedener medizinischer Fachgebiete.
Ein weiteres kombiniertes Verfahren von Operation und lokaler Chemotherapie stellt die Pressurized Intraperitoneal Aerosol Chemotherapy (PIPAC) dar. Hier wird das Chemotherapeutikum nicht flüssig in den Bauchraum gespült, sondern durch einen Vernebler direkt in der Bauchhöhle zu einem Aerosol zerstäubt. Dadurch erhöht sich die Eindringtiefe des Wirkstoffs ins Peritoneum, die Operationsdauer wird verringert und die Chemotherapie kann aufgrund der geringen Nebenwirkungen im Bedarfsfall wiederholt werden. PIPAC kann als ausschließlich minimal-invasives oder als kombiniertes offenchirurgisch/laparoskopisches Verfahren eingesetzt werden.